# 2020 BR60
2020 BR60 est un objet transneptunien encore mal connu, dont la découverte a été annoncée en février 2021. 